# José Dolores Patrón Peniche

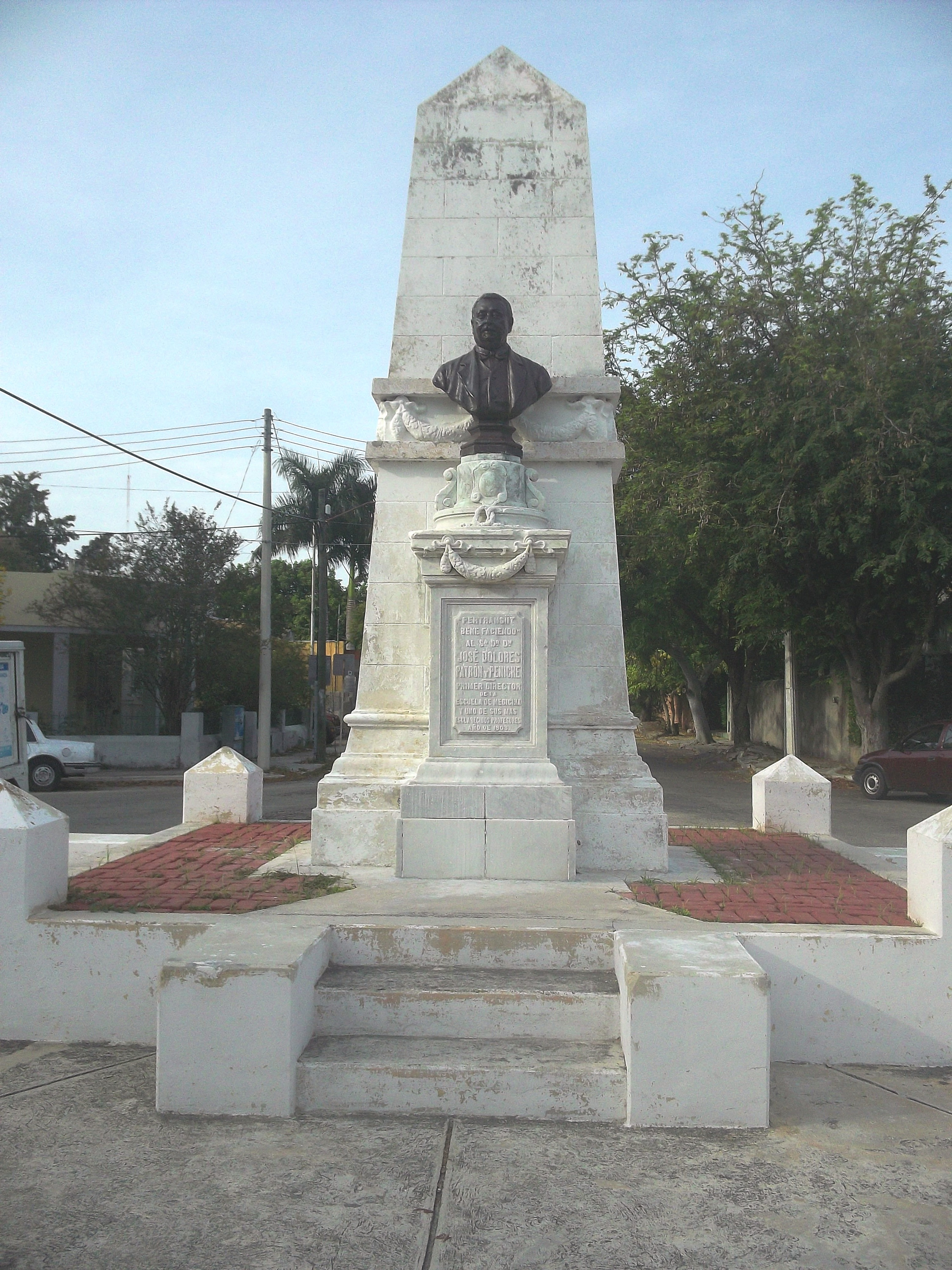
Busto de José Dolores Patrón en el reparto que lleva su nombre en Mérida, Yucatán, México

José Dolores Patrón Peniche (1833 - 1889) fue un médico y político mexicano, nacido y fallecido en Mérida, Yucatán que se distinguió por su labor social en la península de Yucatán y en especial en Valladolid, particularmente durante la denominada Guerra de Castas en la que participó a fin de atender médicamente tanto a la población abierta como a elementos del ejército que luchaban contra los rebeldes mayas.

## Datos biográficos
Después de estudios previos ingresó al Instituto Literario de Yucatán. Terminó su bachillerato en Medicina en 1853 y en 1856 obtuvo su título de licenciado en medicina. En esos años estalló en Yucatán una epidemia de cólera durante la cual el nuevo profesionista prestó sus servicios para controlar los efectos de la enfermedad, desempeñándose particularmente en el Lazareto de Mejorada en donde se atendía a las clases menos favorecidas de la sociedad.
Junto con el doctor Agustín O'Horán fue cofundador de la moderna Escuela de Medicina de la Universidad Autónoma de Yucatán, siendo nombrado catedrático y primer director de la misma. Después de ello fue elegido diputado al Congreso de Yucatán. De ideas liberales, simpatizó con el general Manuel Cepeda Peraza y participó en la lucha política contra el imperio de Maximiliano de Habsburgo.
En 1928, para honrar su memoria, la Junta de Beneficencia del estado de Yucatán puso su nombre a una colonia del norte de la ciudad de Mérida, el Reparto Dolores Patrón.